# Arc senzill

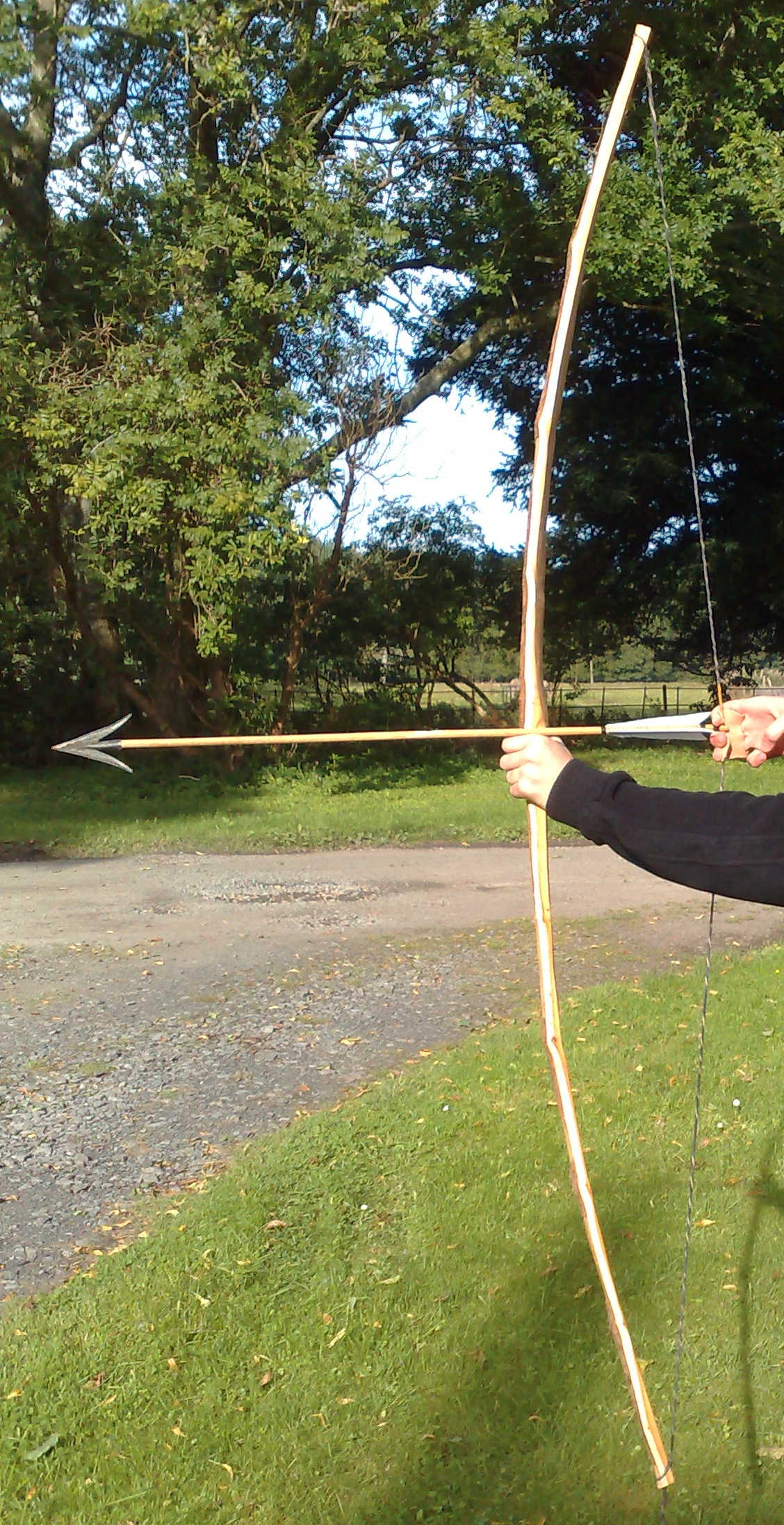
Un arc senzill

Un arc senzill o arc simple és un arc fet d'una sola peça de fusta. Normalment s'acceptarien materials addicionals com ara puntes de banya als extrems o nanses construïdes com a part d'un arc senzill. Algunes autoritats modernes també acceptarien un arc empalmat al mànec de dues peces de fusta.

## Comparació amb arcs compostos
Es pot fer un arc senzill efectiu amb material local àmpliament disponible a la majoria de les parts habitades del món, amb eines limitades les funcions de les quals inclouen tallar, afaitar i raspar. Pot ser que calgui un dia de treball, començant per un pentagrama experimentat; un arc compost requereix una setmana de treball, i possiblement podria trigar fins a diversos anys, començant amb una gamma molt més gran de materials i habilitats. Els arcs senzills han de tenir aproximadament l'alçada de l'arquer si volen permetre un tir llarg, i són menys eficients en l'art especialitzat del tir amb arc de vol. Els arcs compostos ben dissenyats d'alt pes de tracció donen una velocitat de fletxa més alta i l'arc en si és més curt. No obstant això, la cola animal que uneix un arc compost absorbeix aigua i es dissol si es remull; la fusta dels arcs senzills és menys sensible a la humitat.
Amb els pesos més habituals per als aficionats moderns, la major densitat de banya i tendons en comparació amb la fusta sol anul·lar qualsevol avantatge de la construcció composta. Per a la majoria de propòsits pràctics de tir amb arc no muntat, els arcs senzills poden funcionar tan bé com els composts; "la velocitat inicial és aproximadament la mateixa per a tots els tipus d'arc... dins de certs límits"

## Història
A moltes parts del món, incloent gran part d'Àfrica, Amèrica, el nord d'Europa i el sud d'Àsia, la gran majoria dels arcs tradicionals són arcs senzills. Els primers artefactes d'arc, els artefactes de Stellmoor i Holmegaard del nord d'Europa, són arcs senzills. L'arc de Stellmoor es va fer amb el duramen d'un pi roig mentre que els arcs de Holmegaard més antics es van tallar amb oms de petit diàmetre. A les competicions de tir amb arc de vol primitius, els arcs inspirats en el disseny dels arcs Holmegaard funcionen molt bé gràcies a les seves puntes lleugeres i que no es dobleguen.

## Selecció de fusta
A la majoria de les zones habitades, les fustes comuns es poden convertir en arcs d'alta qualitat. Les peces han de ser prou llargues (aproximadament l'alçada de l'arquer), i el gra ha de ser prou recte. Les fustes més denses normalment emmagatzemen millor l'energia i es poden convertir en arcs més estrets amb menys esforç; el teix d'alta qualitat permet arcs particularment estrets, com la versió europea tradicional de l'arc llarg. Les tribus dels boscos orientals d'Amèrica de Nord utilitzen noguera americana, tribus en parts de l'mig oest dels Estats Units taronger americà, els nadius americans de la costa oest utilitzen, arcs curts i amples recorbats fets de teix del Pacífic americà, tribus de la selva tropical del Brasil utilitzen fusta de palmera, i molts altres. A Europa i Amèrica del Nord, les fustes comunes com l'auró, el freixe, l'om i el roure fan excel·lents arcs plans i són molt més fàcils d'obtenir que el teix de bona qualitat.
Les fibres de la part posterior d'un arc automàtic han de ser, en la mesura del possible, contínues. Això es pot aconseguir utilitzant la superfície exterior, sota l'escorça de l'arbre com a part posterior de l'arc (convenient amb la majoria de fustes blanques), o mitjançant el minuciós procés d'eliminació dels anells de creixement exteriors (sovint s'utilitza amb teix i taronja osage), o fent o seguint una superfície tallada o partida que passa a tenir un gra continu (un enfocament habitual si es comença amb fusta serrada comercialment).
La densitat de la fusta es correlaciona bé amb la seva capacitat d'emmagatzemar energia a mesura que es doblega. Les fustes més denses poden fer arcs més estrets. El mateix disseny per a fustes menys denses fa que l'arc tingui un seguiment excessiu de la corda, o fins i tot es trenqui. Tanmateix, es poden fer arcs igualment efectius amb fusta menys densa fent-los més amples prop del centre. La massa d'arcs equivalents és molt semblant sigui quina sigui la densitat de la fusta; cal aproximadament la mateixa massa de fusta sigui quina sigui la densitat de la fusta.
La longitud total de la fusta doblada ha de ser aproximadament 2,3 vegades la longitud del dibuix. Els arcs estrets (coneguts com a "arcs llargs") es poden doblegar al mànec. Els arcs més amples (coneguts com a "flatbows") han de ser estrets al mànec si volen ser pràctics, però el mànec s'ha de fer més gruixut per no doblegar-se i, per tant, l'arc complet tendirà a ser més llarg.
Els arcs senzills poden ser de qualsevol perfil de vista lateral; Sovint es pot aconseguir un recurs moderat amb calor i força.